# 富约斯
富约斯（法語：Fouilleuse，法語發音：[fujøz]）是法国瓦兹省的一个市镇，属于克莱蒙区。

## 地理
富约斯（49°25'43"N, 2°32'12"E）面积2.91 平方千米，位于法国上法蘭西大區瓦兹省，该省份为法国北部内陆省份，北起索姆省，西接厄尔省和滨海塞纳省，南至塞纳-马恩省和瓦兹河谷省，东临埃纳省。
与富约斯接壤的市镇（或旧市镇、城区）包括：塞尔努瓦、埃皮讷斯、巴约勒勒索克、曼布维尔、诺鲁瓦。

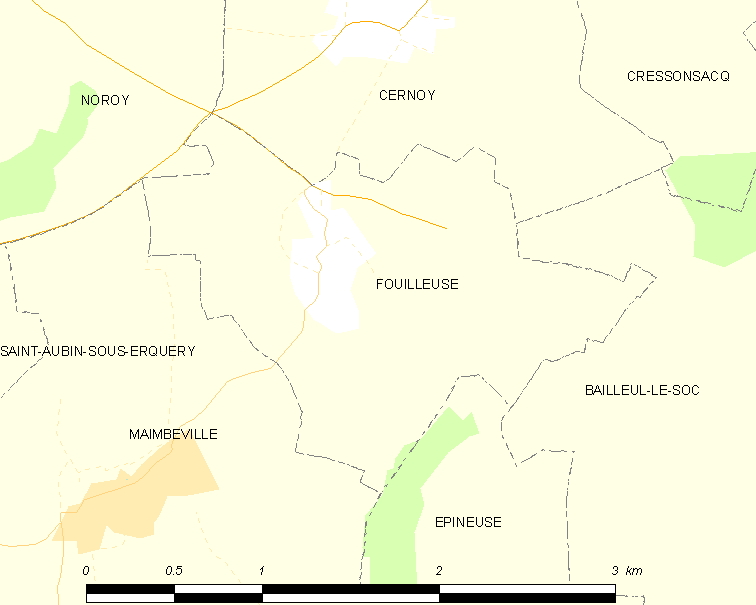
富约斯的OSM定位图

富约斯的时区为UTC+01:00、UTC+02:00（夏令时）。

## 行政
富约斯的邮政编码为60190，INSEE市镇编码为60247。

## 政治
富约斯所属的省级选区为克莱蒙县 (法国)。

## 人口

1962-2008年间富约斯人口变化图示

富约斯于2022年1月1日时的人口数量为144人。